# Margarethenhütte
Margarethenhütte, obersorbisch Margarěćina hěta, ist der Name eines vormaligen Montanunternehmens und der zugehörigen, bis heute bestehenden Werkssiedlung bei Großdubrau in der sächsischen Oberlausitz. Das zuletzt als VEB Elektroporzellan Großdubrau firmierende Werk war bis zu seiner Stilllegung im Jahr 1991 einer der weltweit führenden Hersteller für Hochspannungsisolatoren.

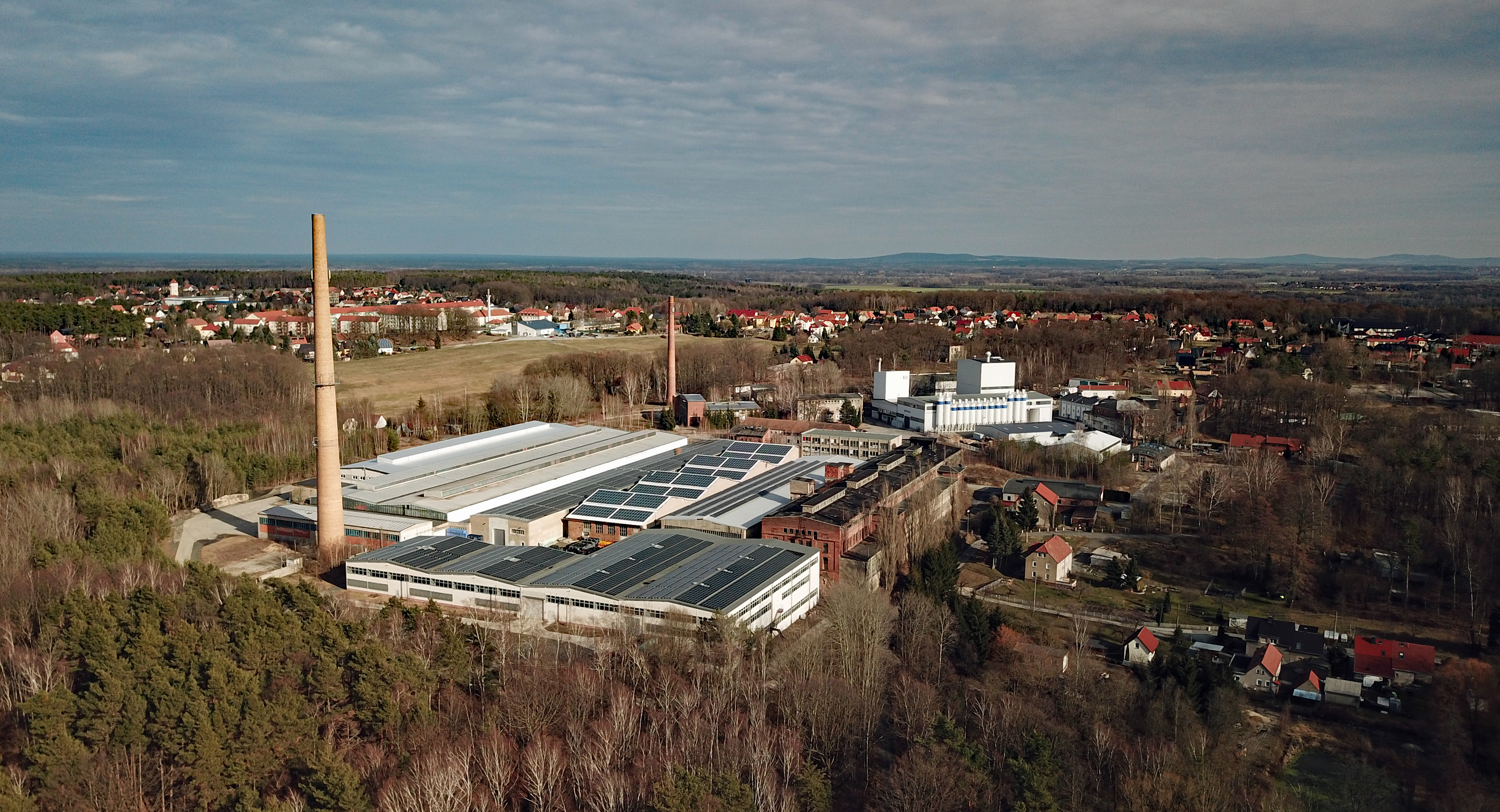
Luftbild

## Geschichte
Die Oberlausitz nördlich von Bautzen besitzt reiche Vorkommen an Braunkohle, Ton und Kaolin, die Mitte des 19. Jahrhunderts Anlass für einen regen Bergbau gaben. Am 11. Juni 1854 kauften Dresdner Adlige bei Großdubrau vier Flurstücke mit einer Größe von 1424 Hektar und gründeten den Thonwaren- und Braunkohlen-Actien-Verein Großdubrau. Aus den vor Ort lagernden Rohstoffen wurden Ziegel, Tonwaren und Porzellan produziert. Ab 1857 nannte man das Werk zu Ehren der Prinzessin Margarete von Sachsen in Margarethenhütte AG um.

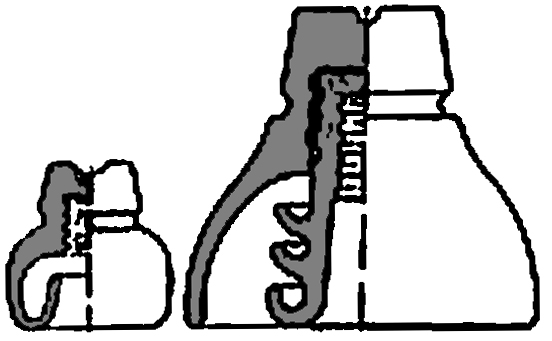
Isolatoren der Drehstromübertragung Lauffen–Frankfurt (1891)

1873 übernahm der Berliner Porzellanfabrikant Hermann Schomburg die Margarethenhütte. Er spezialisierte das Werk ab 1877 auf die Porzellanproduktion für Apothekengeschirr und für elektrische Isolatoren. Im Jahr 1891 lieferte die Margerethenhütte die Hochspannungsisolatoren für die Drehstromübertragung Lauffen–Frankfurt, der weltweit ersten funktionstüchtigen Fernleitung zur Übertragung elektrischer Energie. Die Kohleförderung erreichte 1884 einen Höhepunkt und wurde 1905 ganz eingestellt.
Die Margarethenhütte lag abseits der bis Ende des 19. Jahrhunderts gebauten Eisenbahnlinien. Auch die im November 1890 in Betrieb genommene Sekundärbahn Bautzen–Hoyerswerda verlief weiter westlich, sodass alle Produkte mit Pferdefuhrwerken zum nächsten Bahnhof gebracht werden mussten. Erst im Jahr 1906 erhielt das Werk einen normalspurigen Gleisanschluss von der neu eröffneten Bahnstrecke Löbau–Radibor.
In den folgenden Jahren profilierte sich das Werk zu einem der weltweit führenden Produzenten für Elektrokeramik, insbesondere für Hochspannungsfernleitungen. Problematisch war, dass die vor Ort lagernden Kaoline nicht für Hochspannungsisolatoren verwendet werden konnten. Die Fusion mit der Porzellanfabrik Kahla zur Hermsdorf-Schomburg-Isolatoren GmbH (HESCHO) im Jahr 1922 und die Verwendung zugeführter Rohstoffe sicherten die weitere Entwicklung. Ende der 1920er Jahre hatte das Werk schließlich bis zu 1400 Mitarbeiter.
Ab 1936 war die Margarethenhütte in die Rüstungsproduktion eingebunden, was nach dem Zweiten Weltkrieg zur fast vollständigen Reparationsdemontage durch die sowjetische Besatzungsmacht führte.
Unter schwierigen Bedingungen begann im November 1945 der Wiederaufbau des Werkes. Der erste Brennofen ging im April 1946 wieder in Betrieb. Produziert wurde zunächst nur Gebrauchsgeschirr.
Am 1. Juli 1948 wurde der Betrieb als VEB Elektroporzellan Großdubrau in Volkseigentum überführt. In den nächsten Jahrzehnten erreichte der Betrieb als Teil des Kombinates Keramische Werke Hermsdorf wieder eine führende Stellung auf dem Markt für Hochspannungsisolatoren. Ab Mitte der 1950er Jahre wurde zusätzlich die Produktion von Heizkörpern aus Porzellan aufgenommen. Diese wurden dann zum Teil zu fahrbaren elektrischen Radiatoren weiterverarbeitet.
Nach der politischen Wende in der DDR im Jahr 1990 war die Zukunftsfähigkeit des Betriebes trotz moderner Produktionsanlagen in Frage gestellt. Da das Werk das unrentabelste der Tridelta-Gruppe war, wurde es mit Zustimmung des Betriebsrats und der Arbeitnehmervertreter im Aufsichtsrat der Tridelta geschlossen. Die Maschinen und das Arbeitsvolumen wurden in das Schwesterwerk in Sonneberg/Thüringen gebracht. Am 30. April 1991 stellte die Margarethenhütte ihre Produktion ein. Die Hintergründe und Umstände der Standortschließung wurden später unter anderem von der Politikerin Petra Köpping in ihrem Buch Integriert doch erst mal uns! irreführend dargestellt, was auf Widerspruch stieß. Viele Sachverhalte waren seit einer Großen Anfrage an die Bundesregierung bekannt
. Nach Aussagen damaliger Mitarbeiter wurden später auch Aktenbestände über Rezepturen und Herstellungsverfahren abgeholt. Bis 1993 wurde die Firma liquidiert.
Heute befindet sich auf dem Gelände der einstigen Margarethenhütte ein kleines Museum zur Geschichte der Elektroporzellanerzeugung in Großdubrau.